# NGC 241
NGC 241 (również NGC 242 lub ESO 29-SC6) – gromada otwarta znajdująca się w gwiazdozbiorze Tukana. Należy do Małego Obłoku Magellana.
Odkrył ją John Herschel 11 kwietnia 1834 roku; ponownie zaobserwował ją 12 sierpnia tego samego roku i skatalogował po raz drugi, gdyż obliczona pozycja obiektu różniła się od tej z pierwszej obserwacji. John Dreyer umieścił obie te obserwacje w swoim New General Catalogue jako NGC 242 i NGC 241.